# Hieracium entleutneri
Hieracium entleutneri es una especie de planta con flor del género Hieracium, de la familia Asteraceae, orden Asterales.

## Distribución
Hieracium entleutneri se distribuye por Alemania, Italia y Suiza.

## Taxonomía
Fue descrita científicamente por Zahn ex Gottschl. Fue publicada en Ber. Bayer. Bot. Ges.